# Pénélope (opéra)
Pour les articles homonymes, voir Pénélope (homonymie).
Pénélope est un opéra sous la forme d'un poème lyrique en trois actes de Gabriel Fauré, sur un livret de René Fauchois, créé le 4 mars 1913 à l'Opéra de Monte-Carlo. Il s'agit de l'unique opéra du compositeur. La trame du livret reprend l'épisode mythologique du retour d'Ulysse dans sa patrie, retrouvant Pénélope courtisée par les prétendants de la cour, qu'elle tient à l'écart en cousant et décousant sans cesse son ouvrage.

## Historique
Gabriel Fauré, malgré plusieurs essais infructueux durant sa jeunesse, s'essaye réellement à l'art lyrique scénique en 1900, à l'âge de 55 ans, avec la musique de scène pour Prométhée créé aux arènes de Béziers. La genèse de l'opéra Pénélope trouve quant à elle sa source dans la rencontre entre le compositeur et la cantatrice Lucienne Bréval à Monte-Carlo en février 1907, lorsque celle-ci s'étonne de l'absence de ce genre dans la production du maître. Celui-ci répond qu'il n'a encore jamais trouvé de livret qui lui convienne. Elle prend alors les devants et en assure la commande. Il se voit alors confier l'écriture d'un opéra sur un sujet antique, quand la chanteuse lui présente le texte du librettiste René Fauchois, alors tout jeune dramaturge. Le compositeur apprécie l'idée d'un ouvrage autour de la figure de Pénélope, les deux hommes s'entendent rapidement et Gabriel Fauré se met à composer sa partition avant même que le librettiste termine l'écriture du texte.
La partition a été composée pendant cinq années entre avril 1907 et le 31 août 1912, pendant sa fonction de directeur au Conservatoire de Paris, surtout durant l'été après la fin de l'année à l'école ou alors travaillant la nuit, expliquant la durée d'écriture. L'écriture est longue et laborieuse et les lettres qu'il fait parvenir à son épouse restée à Paris, pendant qu'il compose à Lausanne et Lugano, notamment, traduisent la difficulté de son labeur, alors qu'il doit au même moment fournir de nouvelles compositions pour son éditeur. La première version de l'opéra est prévue pour piano et voix ; l'orchestration est réalisée après, avec l'aide de Fernand Pécoud, un élève de Vincent d'Indy. Initialement imaginé avec cinq actes et la présence du fils de Pénélope et Ulysse, Télémaque, le livret est finalement retranché de deux parties et de ce personnage, sous la demande du compositeur, qui se plaint de la longueur du texte, et de la présence d'« inutiles bavardages » dans les dialogues des suivantes de Pénélope, par exemple. Il en élague lui-même des parties et des répliques, en prenant les devants sur le librettiste.
L'œuvre est créée en 1913 à l'Opéra de Monte-Carlo, pour seulement trois représentations. La première a lieu le 4 mars, sous la direction de Léon Jehin. L'ouvrage y rencontre un succès relativement mitigé bien que la critique reconnaisse la qualité de l'œuvre, alors que la première française à Paris, au Théâtre des Champs-Élysées le 10 mai pour une dizaine de représentations, s'avère plus généreuse en éloge,, encensé par le public et la critique. Le public parisien, au courant que le compositeur, encore directeur du Conservatoire, écrivait son premier opéra, attendait assez impatiemment la venue de l'ouvrage dans la ville. Le livret est publié pour la première fois par les éditions Heugel, mais dans la version complète de René Fauchois, sans les révisions du compositeur.
Pénélope est rejoué à l'Opéra-Comique en 1919 et au palais Garnier en 1943, il trouve un certain succès en 1956 au théâtre des Champs-Élysées avec notamment Régine Crespin dans le rôle de Pénélope mais ne parvient pas par la suite à se maintenir au répertoire. En juin 2013, à l'occasion du centenaire de la création de l'opéra, une version concertante est donnée au Théâtre des Champs-Élysées. Il est dirigé par Fayçal Karoui et les rôles principaux sont assurés par Anna Caterina Antonacci et Roberto Alagna. Une version représentée est jouée en automne 2015 à l'Opéra National du Rhin, dirigée par Patrick Davin et mis en scène par Olivier Py et une autre en 2019 à l'Opéra de Francfort dirigée par Joana Mallwitz et mise en scène par Corinna Tetzel. Une version de concert pour piano seul est donnée en 2020 au théâtre du Capitole de Toulouse au sein d'un événement autour de l'œuvre du compositeur, dirigé et interprété à l'instrument par Anne Le Bozec. Le Festival d'été de l'opéra de Munich ouvre sa saison de l'été 2025 avec une série de représentations de Pénélope, dans une mise en scène d'Andrea Breth, sous la direction de Susanna Mälkki avec Victoria Karkacheva dans le rôle-titre et Brandon Jovanovich dans celui d'Ulysse.

## Description
Pénélope est un opéra en trois actes en français. Des ballets sont intégrés aux premier et dernier actes. L'ouvrage est dédié au compositeur Camille Saint-Saëns.
L'opéra n'est pas décomposé de façon traditionnelle en numéros mais en scènes. En effet, jugeant la forme classique de l'opéra désuète et déplorant la faible qualité de la musique de son temps et du théâtre lyrique en particulier, il adopte celle développée par Richard Wagner, un drame lyrique basée sur une continuité musicale. De ce fait, il axe sa partition sur une forme austères où les leitmotiv ont une place majeure et les airs sont effacés et peu présents. A la place, le compositeur s'inspire des longs récitatifs dramatiques des opéras de Christoph Willibald Gluck. Via les lettres qu'il fait parvenir à son épouse, Gabriel Fauré explique qu'il travaille par thèmes conducteurs sous l'influence du style wagnérien, et qu'il doit délaisser en partie ses envies d'écriture mélodique pour coller davantage à la forme du livret, tout en conservant un lyrisme important. En revanche, et à l'instar de Pelléas et Mélisande de Claude Debussy, le compositeur réduit le nombre de leitmotiv par rapport à Richard Wagner, n'en conservant ici que six, ceux des personnages et des thèmes principaux : d'Ulysse, de Pénélope, des Prétendants, de l'Amour, un autre d'Ulysse (le vieillard) et celui de l'Arc. La partition de Gabriel Fauré présente plusieurs types d'écritures vocales en son sein : le récitatif sur tenues accords voire sans accompagnement, le récitatif chantant (arioso) et enfin celui de la mélodie lyrique, qui se rapproche de l'air.

### Résumé
Pénélope attendant le retour de son époux Ulysse, est convoitée par de nombreux prétendants, peu soucieux de ses propres sentiments, en particulier envers le mari absent. Pour les faire patienter, elle leur promet de choisir l'un d'eux en remplacement d'Ulysse, mais uniquement lorsqu'elle aura fini son ouvrage, un linceul pour le père du héros. Cependant, pour gagner du temps, elle le défait chaque soir pour le recommencer tous les jours. Un jour, un mendiant se présente à la porte du château. Il s'agit d'Ulysse, déguisé, qui annonce son retour prochain. Il conseille à Pénélope de faire tendre l'arc aux prétendants et d'épouser celui qui y parvient. Aucun n'y arrive, hormis Ulysse, qui les tue et reprend sa place sur le trône.

## Argument
L'action, inspirée de l'Odyssée d'Homère, relate le retour d'Ulysse à Ithaque.

### Acte I

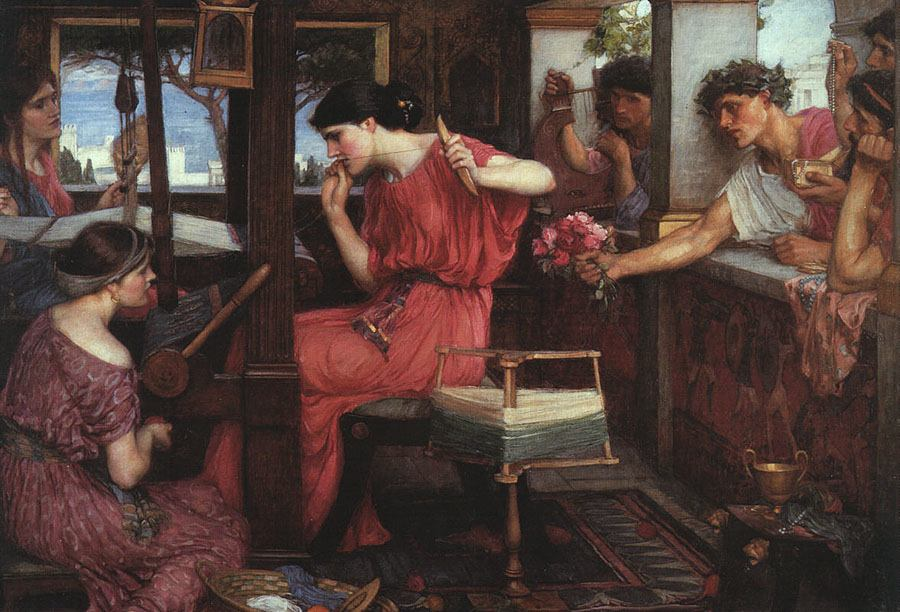
Pénélope, tissant, et ses prétendants, par John William Waterhouse en 1912.

Un vestibule près devant la chambre de Pénélope
Les servantes de la Reine Pénélope se plaignent de l'ambiance morose du palais et regrettent que la reine ne choisissent pas l'un de ses prétendants, après vingt années à attendre le retour d'Ulysse. Pénélope paraît et repoussent une nouvelle les courtisans venus insister encore auprès d'elle. Ils lui rappellent son serment : en choisir un lorsque son ouvrage sera terminé, un linceul pour le père d'Ulysse, qu'elle détisse en secret toutes les nuits.
Ulysse, déguisé en mendiant, arrive au palais. Pénélope accepte qu'il reste, malgré les protestations des prétendants. Euryclée le reconnaît tout de suite et il lui demande de garder le secret. Pénélope, se pensant seule, se met à détisser le drap lorsque ses prétendants la surprennent et exigent qu'elle en choisisse un le lendemain.

### Acte II
Le sommet d'une colline dominant la mer
Pénélope est réconfortée par Ulysse, toujours déguisé. Ce dernier lui confie même qu'il aurait recueilli son mari lors de son périple. Il lui assure son amour toujours puissant, lorsque Pénélope affirme qu'elle préférerait mourir que de se marier avec un autre. Il lui recommande alors de déclarer n'épouser que celui qui arrivera à tendre l'arc d'Ulysse.

### Acte III
La grande salle du palais
Ulysse prépare la machination lorsque les hommes arrivent et que Pénélope leur annonce son projet. Ils tentent leur chance mais tous échouent, lorsque le héros demande également à essayer. Il y parvient et tue les prétendants présents. Il se dévoile et le peuple acclame son roi.

## Rôles et créateurs
| Rôles                                                             | Tessiture          | Création, Opéra de Monte-Carlo (4 mars 1913) | Reprise, Théâtre des Champs-Élysées (10 mai 1913) | Reprise, Théâtre de la Monnaie, Bruxelles (1er décembre 1913) | Reprise, Opéra-Comique (20 janvier 1919) | Reprise, Opéra de Paris (14 mars 1943) |
| ----------------------------------------------------------------- | ------------------ | -------------------------------------------- | ------------------------------------------------- | ------------------------------------------------------------- | ---------------------------------------- | -------------------------------------- |
| Pénélope, femme d'Ulysse                                          | soprano dramatique | Lucienne Bréval                              | Lucienne Bréval                                   | Claire Croiza                                                 | Germaine Lubin                           | Germaine Lubin                         |
| Euryclée, nourrice d'Ulysse                                       | mezzo-soprano      | Alice Raveau                                 | Cécile Thévenet                                   |                                                               | Cécile Thévenet                          | Lefort                                 |
| Alkandre, servante                                                | soprano            | Mme Criticos                                 | —                                                 |                                                               | Germaine Baye                            | —                                      |
| Phylo, servante                                                   | soprano            | Mme Gilson                                   | —                                                 |                                                               | Jeanne Calas                             | —                                      |
| Lydie, servante                                                   | soprano            | Mme Florentz                                 | —                                                 |                                                               | Andrée Famin                             | —                                      |
| Mélantho, servante                                                | soprano            | Mme Malraison                                | —                                                 |                                                               | Jeanne Bourguignon                       | —                                      |
| Cléone, servante                                                  | mezzo-soprano      | Mme Durant-Servière                          | —                                                 |                                                               | Delamare                                 | —                                      |
| Ulysse, roi d'Ithaque                                             | ténor              | Charles Rousselière                          | Lucien Muratore                                   |                                                               | Charles Rousselière                      | Georges Jouatte                        |
| Eumée, vieux berger                                               | basse              | Jean Bourbon                                 | Blancard                                          |                                                               | Félix Vieuille                           | Paul Cabanel                           |
| Antinoüs, prétendant                                              | ténor              | M. Ch. Delmas                                | —                                                 |                                                               | De Creus                                 | —                                      |
| Ctésippe, prétendant                                              | baryton            | M. Cousinou                                  | —                                                 |                                                               | Hubert Audoin                            | —                                      |
| Léodès, prétendant                                                | ténor              | M. Sorret                                    | —                                                 |                                                               | D'Épinay                                 | —                                      |
| Eurymaque, prétendant                                             | baryton            | M. Allard                                    | —                                                 |                                                               | Parmentier                               | —                                      |
| Pisandre, prétendant                                              | baryton            | M. Gasparini                                 | —                                                 |                                                               | Raymond Gilles                           | —                                      |
| Un pâtre                                                          | soprano enfant     | Mlle Rossignol                               | —                                                 |                                                               | Victor Pujol                             | —                                      |
| Servantes, pâtres et bergers, peuple (chœur) Eurynome (rôle muet) |                    |                                              |                                                   |                                                               |                                          |                                        |
| Direction musicale                                                | Direction musicale | Léon Jehin                                   | Louis Hasselmans                                  |                                                               | François Ruhlmann                        | François Ruhlmann                      |

## Réception critique
Pénélope obtient un grand succès auprès du public et de la critique après sa création. Le maître de Gabriel Fauré, Camille Saint-Saëns, a du mal à apprécier l'opéra, regrettant notamment l'inégalité de la partition.

## Enregistrements
- Désiré-Émile Inghelbrecht (dir.) avec Orchestre et chœurs de la RTF, enregistré à Paris en 1951, Malibran, 2 CD[15].
- Avec Régine Crespin, Raoul Jobin et Robert Massard, enregistré au théâtre des Champs-Elysées, 1956[15].
- Jessye Norman, Jocelyne Taillon, Alain Vanzo, José Van Dam, ensemble vocal Jean Laforge, Orchestre philharmonique de Monte-Carlo, Charles Dutoit (dir.) - Erato (2292-45405-2), 1980[16].